# Spierdijk
Spierdijk (52° 39′ N, 4° 57′ L) é uma cidade dos Países Baixos, na província de Holanda do Norte. Spierdijk pertence ao município de Koggenland, e está situada a 8 km, a leste de Heerhugowaard.
Em 2001, a cidade de Spierdijk tinha 554 habitantes. A área urbana da cidade é de 0.17 km², e tem 222 residências.
A área de Spierdijk, que também inclui as partes periféricas da cidade, bem como a zona rural circundante, tem uma população estimada em 1580 habitantes.